# Hrîhorivșciîna, Șîșakî
Hrîhorivșciîna (în ucraineană Григорівщина) este un sat în așezarea urbană Șîșakî din regiunea Poltava, Ucraina.

## Demografie
Componența lingvistică a localității Hrîhorivșciîna
     Ucraineană (95,7%)
     Rusă (4,3%)
Conform recensământului din 2001, majoritatea populației localității Hrîhorivșciîna era vorbitoare de ucraineană (95,7%), existând în minoritate și vorbitori de rusă (4,3%).